# Antirhea tenuiflora
Antirhea tenuiflora är en måreväxtart som beskrevs av Ferdinand von Mueller och George Bentham. Antirhea tenuiflora ingår i släktet Antirhea och familjen måreväxter. Inga underarter finns listade i Catalogue of Life.